# Nothnagel-Syndrom
Das Nothnagel-Syndrom (Synonym: Oberes Syndrom des Nucleus ruber) ist ein Symptomenkomplex in der Neurologie,  der durch eine Läsion in der Vierhügelregion des Mittelhirns, einem Teil des Hirnstamms, verursacht ist. Es ist gekennzeichnet durch das Auftreten einer Okulomotoriusparese, die bezogen auf die Lage der Schädigung auf der gleichen Seite (ipsilateral) zu finden ist, und einer Hemiataxie auf der Gegenseite (kontralateral). Da ein Teil der Symptome auf der Seite der Läsion, andere aber auf der Gegenseite auftreten, wird das Nothnagel-Syndrom auch zu den alternierenden Hirnstamm- oder Mittelhirnsyndromen gezählt. Häufigste Ursache sind Tumoren der Zirbeldrüse.

## Medizingeschichte
Die Bezeichnung geht auf eine erste Beschreibung des Symptomenkomplexes von Carl Wilhelm Hermann Nothnagel 1879 in dessen Monographie Gehirnkrankheiten, Eine Klinische Studie zurück. Den Komplex hat Otto Marburg später Nothnagel-Syndrom genannt. Nach einem anderen Autor bezieht sich die Bezeichnung Nothnagel-Syndrom nicht auf die 1879 veröffentlichte Monographie, sondern auf eine spätere Publikation aus dem Jahr 1889.

## Weiterführende Literatur
- G. T. Liu, C. W. Crenner, E. L. Logigian, M. E. Charness, M. A. Samuels: Midbrain syndromes of Benedikt, Claude, and Nothnagel: setting the record straight. In: Neurology. Band 42, Nummer 9, September 1992, S. 1820–1822, ISSN 0028-3878. PMID 1513475.